# Sam Torrance
Sam Torrance, OBE (* 24. August 1953 in Largs, Schottland) ist ein schottischer Profigolfer. Er war einer der führenden Spieler der European Tour von Mitte der 70er Jahre bis in die späten 1990er Jahre und 2002 der Kapitän (non-playing captain) des siegreichen europäischen Ryder Cup Teams.

## Karriere
Torrance wurde schon mit 16 Jahren Berufsgolfer und startete mit 17 bei der European Tour. Sein erster Profi-Turniersieg gelang ihm 1972, jener im Rahmen der European Tour war 1976. Insgesamt gewann er 21-mal auf der Tour, nur sein Landsmann Colin Montgomerie kann mehr aufweisen. Der heißersehnte Major-Sieg blieb Torrance jedoch versagt.
Ab 2003 war er auf der European Seniors Tour spielberechtigt und gewann dort 2004 sein erstes Turnier. In den folgenden Jahren stand er schon an der Spitze der Geldrangliste Seniors Tour's Order of Merit. Er spielt aber noch immer gelegentlich auf der European Tour und hatte dort im Juli 2006, bei den Barclays Scottish Open in Loch Lomond seinen 700. Auftritt.
Achtmal war Torrance im europäischen Ryder Cup Team vertreten, 1985 versenkte er den siegbringenden Putt zum ersten Gewinn nach 28 Jahren US-amerikanischer Dominanz. 17 Jahre später erwählte man ihn zum Kapitän (non-playing captain) und Torrance führte das Team Europa 2002 im The Belfry erneut zum Sieg. Im März 2014 wurde er von Paul McGinley zum „non playing“ Vice Captain des europäischen Ryder Cup Teams 2014 ernannt.
Sam Torrance ist seit 1988 mit der englischen Schauspielerin Suzanne Danielle verheiratet.

## Auszeichnungen
- MBE (1996, für Verdienste um den Golfsport)
- OBE (2003, für seine Verdienste als Ryder Cup Kapitän)
- Scottish Golf Awards: Lifetime Achievement Award (2012)

## European Tour Siege
- 1976 Piccadilly Medal, Martini International
- 1981 Carroll’s Irish Open
- 1982 Benson & Hedges Spanish Open, Portuguese Open
- 1983 Scandinavian Enterprise Open, Portuguese Open
- 1984 Tunisian Open, Benson & Hedges International Open, Sanyo Open
- 1985 Johnnie Walker Monte Carlo Open
- 1987 Lancia Italian Open
- 1990 Mercedes German Masters
- 1991 Jersey European Airways Open
- 1993 Kronenbourg Open, Heineken Open, Honda Open
- 1995 Italian Open, Murphy’s Irish Open, Collingtree British Masters
- 1998 Peugeot Open de France

## Andere Turniersiege
- 1972 Radici Open (Italy), Under-25 Match Play Championship
- 1975 Zambian Open
- 1978 Scottish Professional Championship
- 1979 Colombian Open
- 1980 Australian PGA Championship, Scottish Professional Championship
- 1983 C* Scottish PGA Championship (Challenge Tour)
- 1985 Scottish Professional Championship
- 1991 Scottish Professional Championship
- 1993 Scottish Professional Championship

## European Seniors Tour Siege
- 2004 Travis Perkins Senior Masters
- 2005 Irvine Whitlock Seniors Classic, De Vere PGA Seniors Championship, Bendinat London Seniors Master
- 2006 Sharp Italian Seniors Open, AIB Irish Seniors Open, PGA Seniors Championship, Charles Church Scottish Seniors Open
- 2007 Bendinat London Seniors Masters
- 2008 OKI Castellón Open España – Senior Tour Championship
- 2009 DGM Barbados Open

## Teilnahmen an Teambewerben
- Ryder Cup (Europa): 1981, 1983, 1985 (Sieger), 1987 (Sieger), 1989 (remis, Cup verteidigt), 1991, 1993, 1995 (Sieger), 2002 (non-playing captain der Sieger)
- Alfred Dunhill Cup (für Schottland): 1985, 86, 87, 89, 90, 91, 93, 95 (Sieger), 99
- World Cup (für Schottland): 1976, 1978, 1982, 1984, 1985, 1987, 1989, 1990, 1991, 1993, 1995
- Four Tours World Championship: 1985, 1991 (siegreicher Kapitän)
- Hennessy Cognac Cup: 1976 (Sieger), 1978 (Sieger), 1980 (Sieger), 1982 (Sieger), 1984
- Double Diamond: 1973 (Sieger), 1976, 1977
- UBS Cup: 2001, 2002, 2003
- Seve Trophy (für GB & Irland): 2013 (non playing captain)